# Garra quadrimaculata
Garra quadrimaculata är en fiskart som först beskrevs av Rüppell, 1835.  Garra quadrimaculata ingår i släktet Garra och familjen karpfiskar. Inga underarter finns listade i Catalogue of Life.